# Albedo (alchimia)

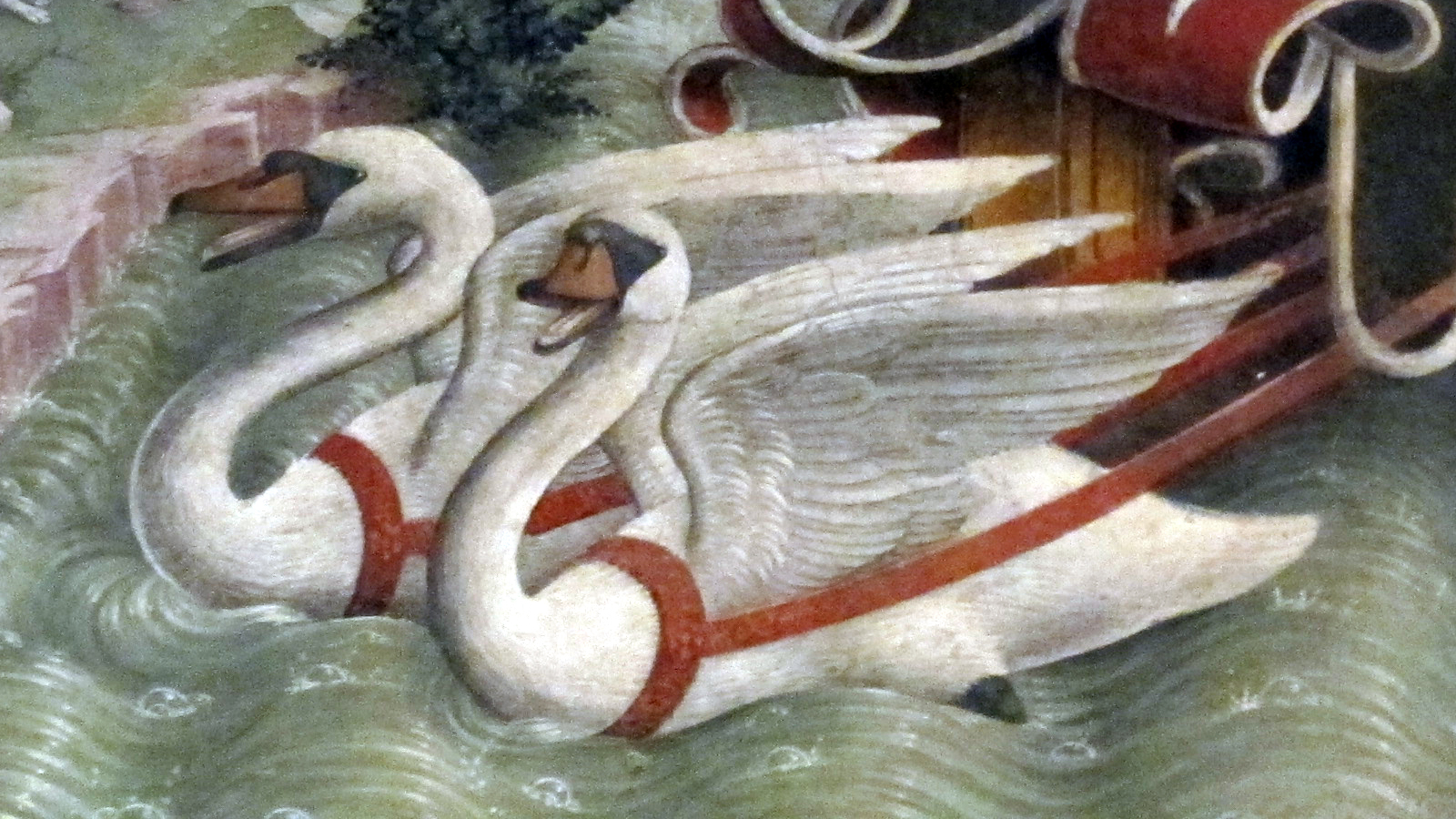
Cigni bianchi, simboli dellalbedo.

L'albedo, termine latino che significa bianchezza, è in alchimia una delle fasi della Grande Opera, successiva a quella della nigredo. Simboleggiata da un cigno bianco, prende il nome di «Opera al Bianco», o alternativamente di ablutio, purificatio, mundificatio,
fissatio: consiste infatti nella purificazione della massa informe scaturita dalla nigredo, lavandone le impurità per prepararla alla successiva rubedo. Nel linguaggio chimico corrisponde alla distillazione, e sul piano metaforico alla liberazione dell'anima dai lacci della corporeità.

## Caratteristiche

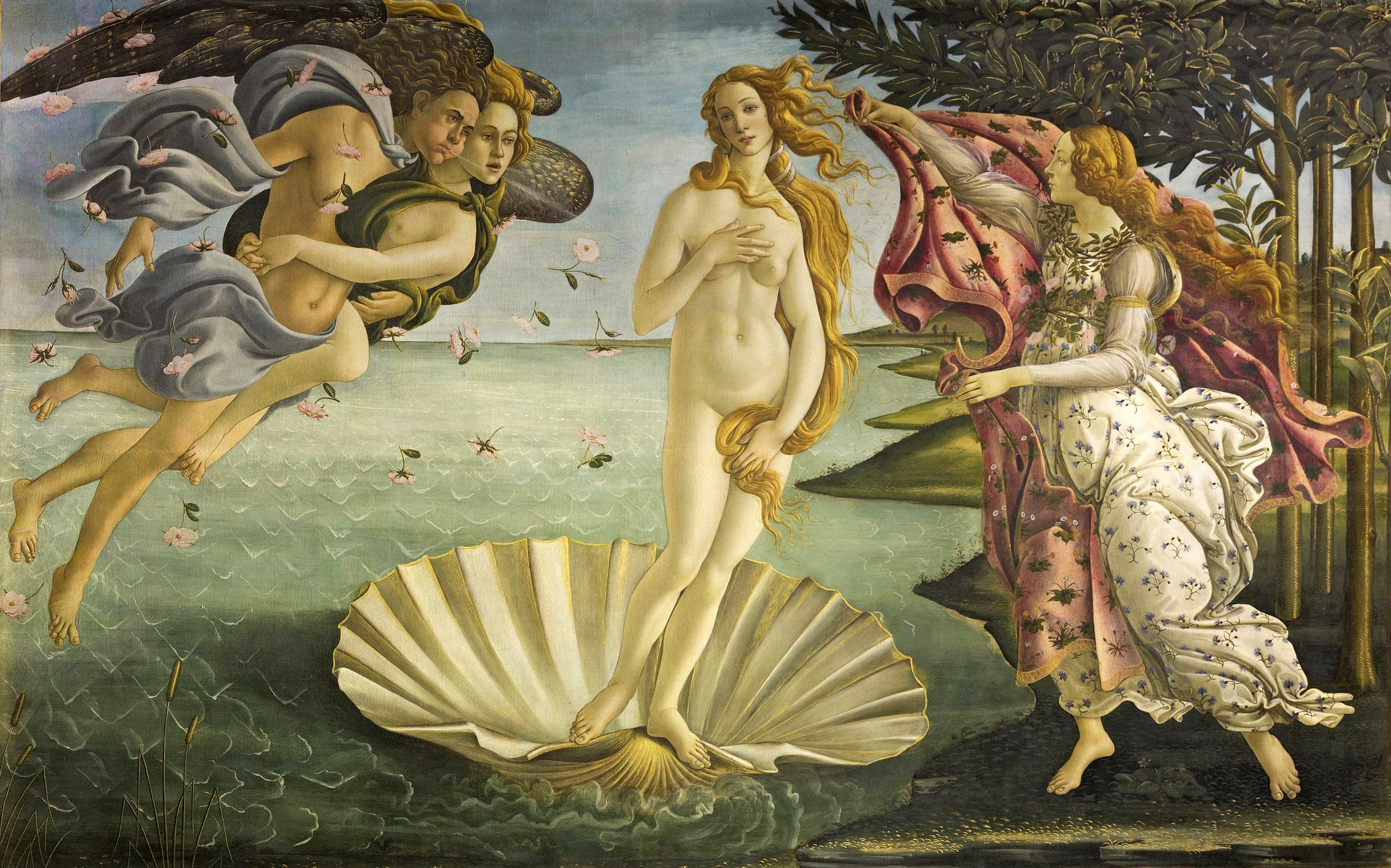
Venere del Botticelli, la cui nascita dalla bianca spuma è uno dei simboli della fase al bianco.

L'albedo consente di tramutare il piombo in argento, intervenendo nella fase successiva al discioglimento della materia, ricomponendola in una sintesi superiore, secondo il motto alchemico solve et coagula.

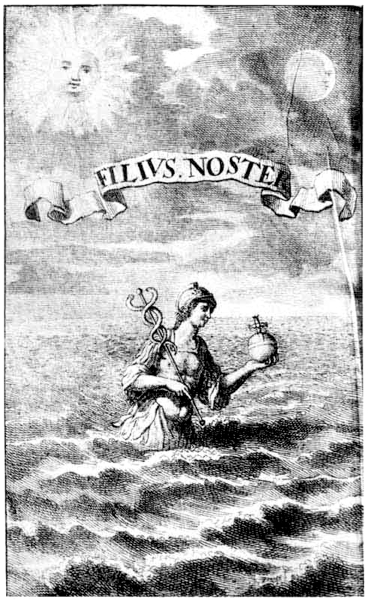
La divina acqua mercuriale, dagli scritti alchemici di Baro Urbigerus del 1705

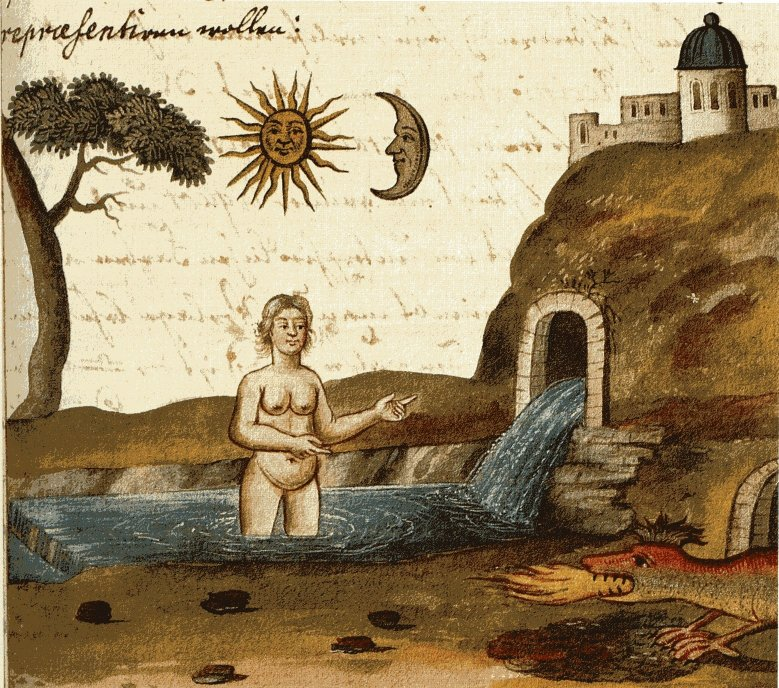
Fonte dell'acqua mercuriale, dal Clavis Artis (1738)

Rappresenta l'alba e la rinascita, simboleggiata talvolta da una donna o da una rosa bianca. 
Viene assimilata anche all'elemento acqua per la sua valenza purificatrice, e per il fatto che scopo finale dell'albedo è la creazione di un fluido o di un liquido vitale dalle virtù rigeneratrici, affine al mercurio o all'argento vivo, conosciuto come l'elisir di lunga vita.
A livello macrocosmico il bianco dell'albedo è associabile alla Luna, immagine del candore e della femminilità, e tra i metalli all'argento. Un altro pianeta tipicamente allusivo dell'albedo è Venere, anticamente detto «Lucifero», cioè portatore di luce, in quanto effonde il bianco della luce e della conoscenza in contrapposizione alle tenebre della nigredo, benché Cristo fosse il solo capace di coniugare tale conoscenza con la libertà, e venisse detto perciò «verus Lucifer».
Nell'alchimia cristiana l'albedo consiste in particolare nella Resurrezione di Gesù dopo la Passione e il sacrificio sulla croce. Altro episodio allegorico dell'albedo è il Battesimo nel Giordano, contraddistinto dalla discesa della bianca Colomba.
Venere, come l'anima, è inoltre archetipo dell'amore, della bellezza e della creatività, che funge da tramite fra la condizione oscura dell'ego e l'apertura alle dimensioni superiori dello spirito.
L'alternanza del bianco col nero è presente spesso sul pavimento di ingresso nei templi massonici, lastricato di riquadri bianchi e neri come una scacchiera, a ricordare il dualismo di luce e tenebre, spirito e materia, potenze benefiche e malefiche.
Nella Divina Commedia la fase dell'albedo corrisponde alla risalita attraverso il Purgatorio di Dante e Virgilio. All'albedo gli alchimisti attribuivano l'umore flemmatico.

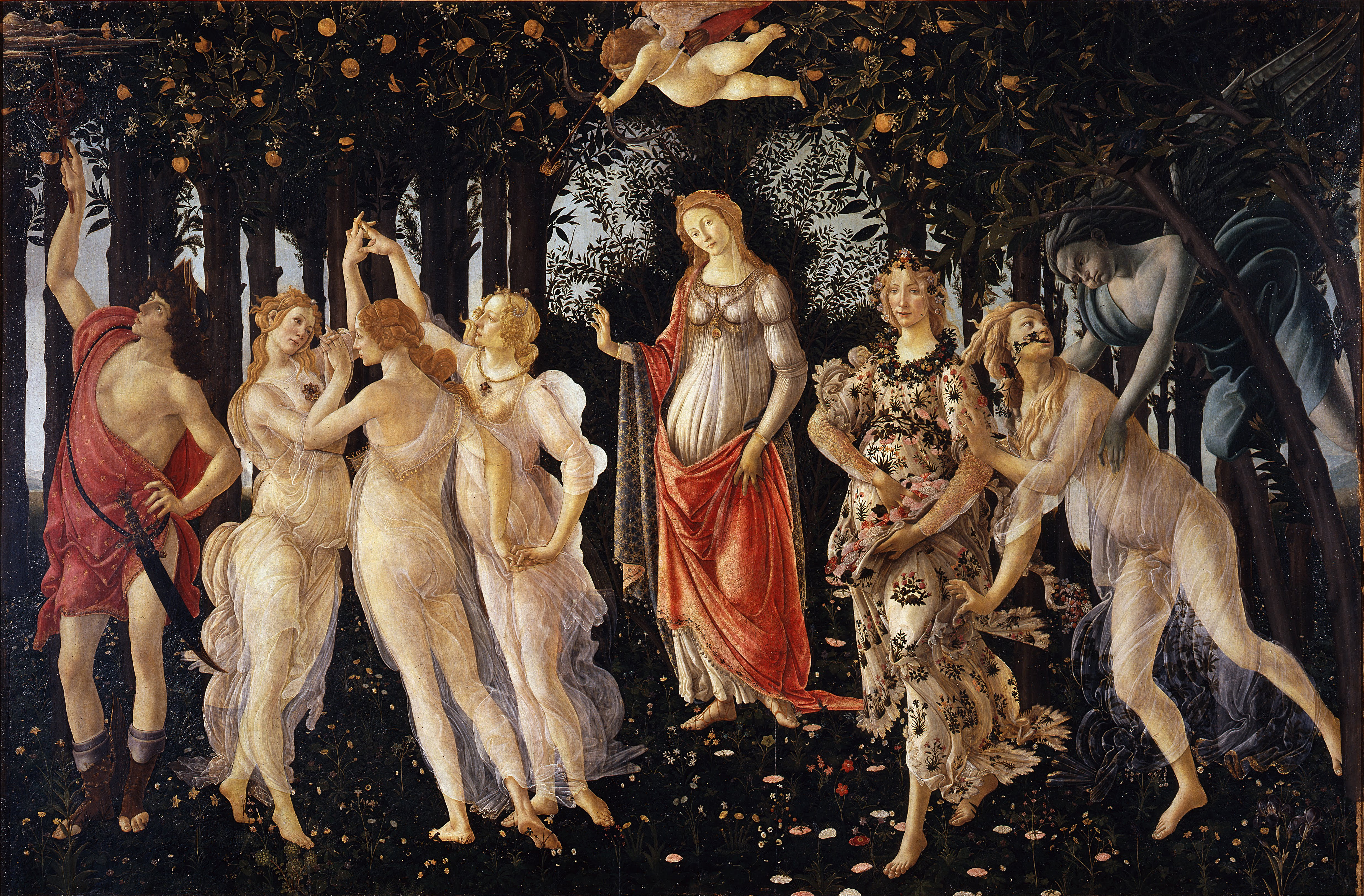
La Primavera è un altro dei nomi attribuiti all'albedo, dopo la fase invernale della nigredo.
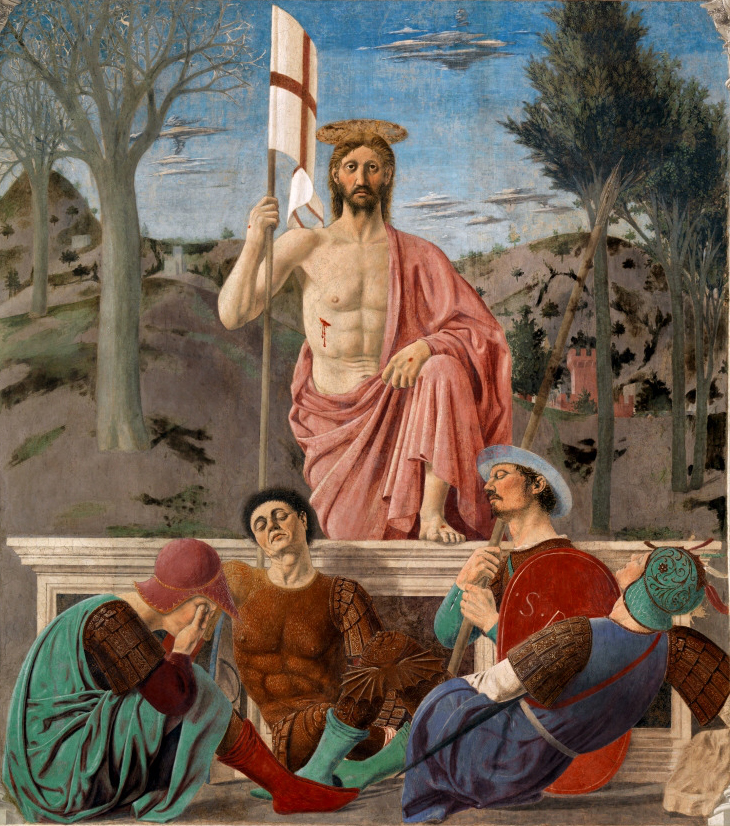
Resurrezione di Piero della Francesca, espressione del risveglio dal sonno come nell'albedo alchemica.
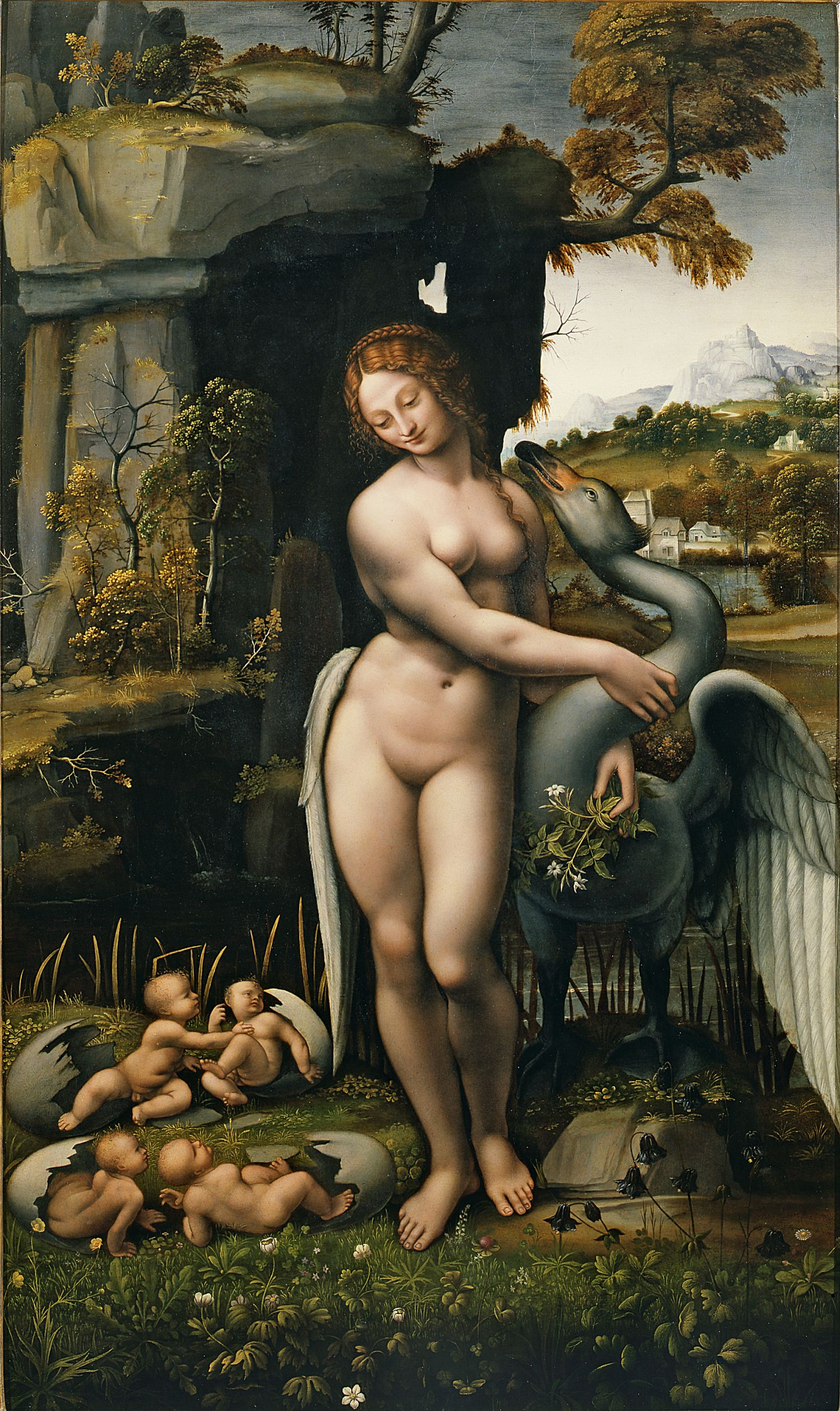
Leda col cigno, di Francesco Melzi, che rimanda al mito ermetico del dio Giove tramutatosi in cigno per unirsi ad una mortale, come nel mistero della fecondità dell'albedo.
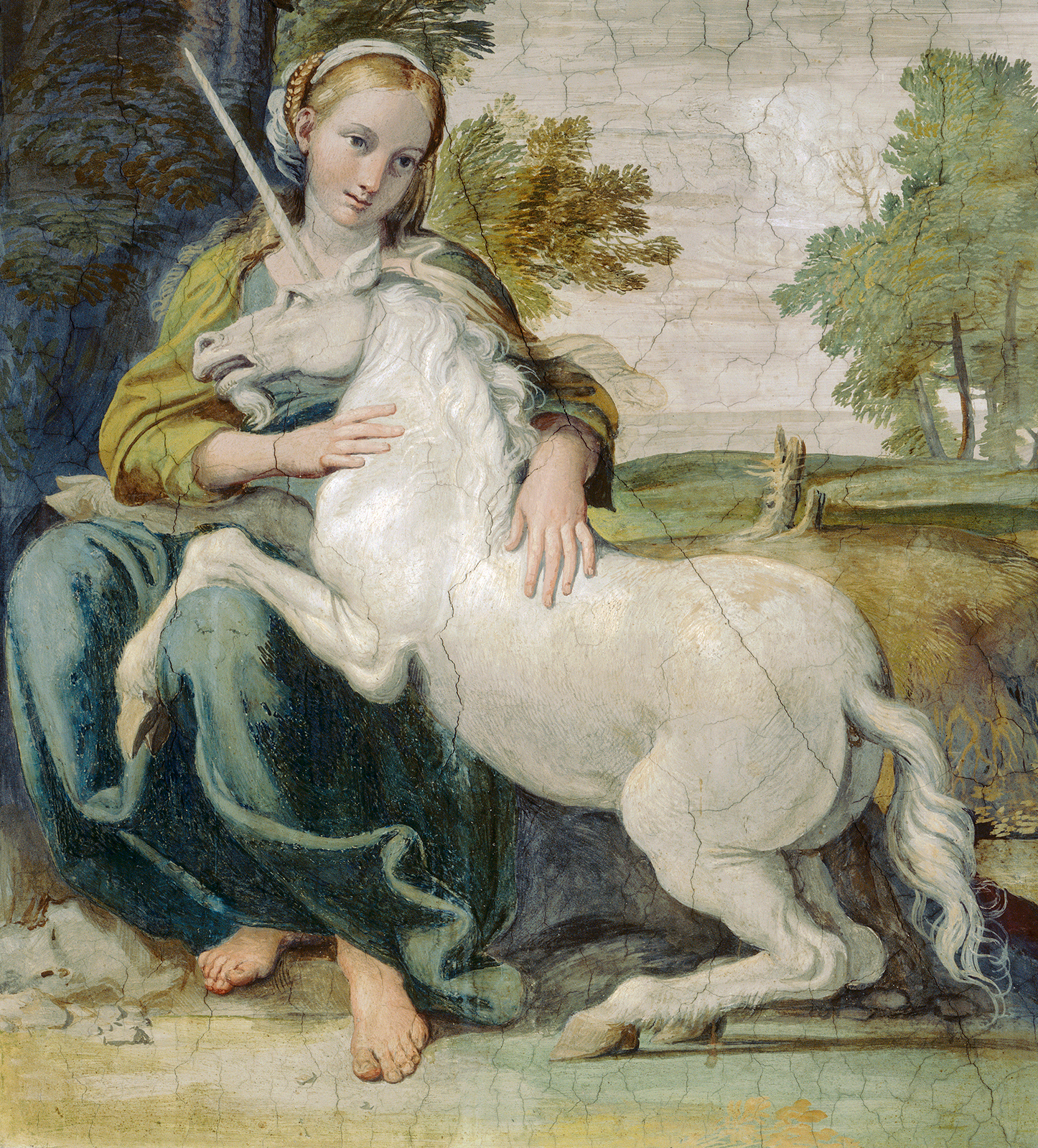
L'unicorno, ulteriore simbolo dell'albedo
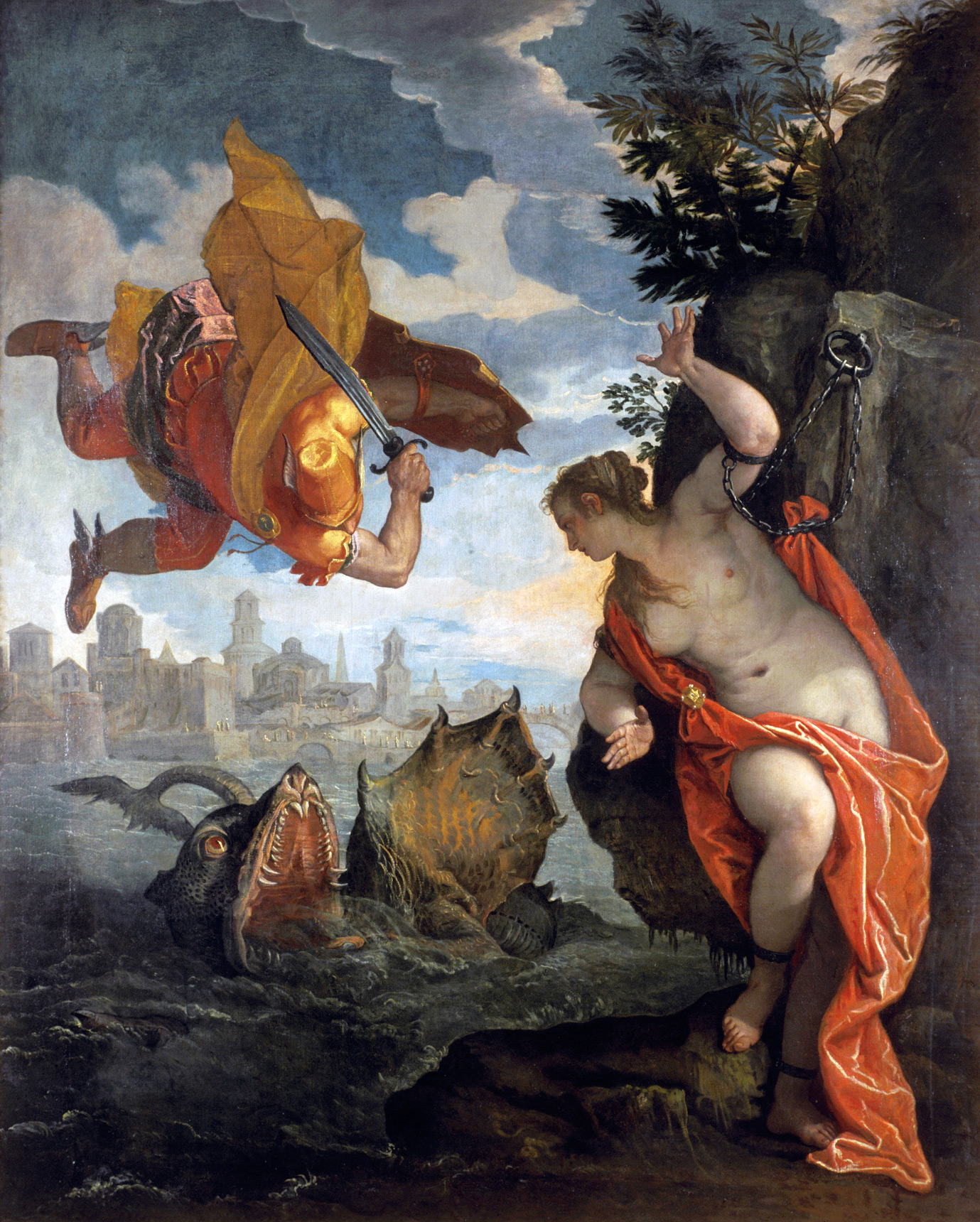
Il mito della liberazione di Andromeda ad opera di Perseo (ritratti dal Veronese) è ricorrente nelle allegorie alchemiche

### Analogie con la psiche
Nell'ambito della psicologia analitica, Jung equipara l'albedo alla rivelazione dell'archetipo dell'anima negli uomini, e dell'animus nelle donne. Il soggetto, secondo Jung, dopo essere divenuto consapevole degli aspetti negativi della propria Ombra, ha imparato a non proiettarli più all'esterno, bensì a confrontarsi costruttivamente con essi, uscendo dall'identificazione inconscia con la psiche collettiva indifferenziata, e ripiegandosi coscientemente, tramite la riflessione, nel processo di individuazione di sé. L'albedo consiste in definitiva nella distillazione dell'Io dall'inconscio.